# Tarlina simipes
Tarlina simipes är en spindelart som beskrevs av Gray 1987. Tarlina simipes ingår i släktet Tarlina och familjen Gradungulidae.
Artens utbredningsområde är Queensland. Inga underarter finns listade i Catalogue of Life.